# Kawasaki Versys-X 300
La Kawasaki Versys-X 300 (o Versys X 300) è una motocicletta della casa motociclistica giapponese Kawasaki prodotta dal 2017.

## Storia e descrizione
Kawasaki ha presentato la moto alla fine del 2016 ad EICMA, come modello più piccolo della sua gamma di motociclette Versys, con la produzione con che è iniziata nel 2017 in Tailandia. Kawasaki ha introdotto questo modello per puntare sulla fascia di mercato delle motociclette leggere di piccola cilindrata, utilizzabile per il pendolarismo, il turismo e il fuoristrada leggero, a in una fascia di mercato inferiore rispetto ai modelli 650 cc e 1000 cc. Questo modello da 296 cc è pensato anche per i motociclisti di bassa statura in quanto ha un'altezza della sella di 815 mm. È disponibile in opzione anche una sella più alta che ne aumenta l'altezza di 25 mm. Il suo motore è il bicilindrico parallelo raffreddato ad acqua derivato dalla Kawasaki Ninja 300 e Z 300, ma modificato per fornire più coppia ai bassi regimi per aumentarne le capacità in fuoristrada.
La trasmissione è dotata di una frizione assistita antisaltellamento. Gli pneumatici in dotazione sono realizzati dalla Inoue Rubber, maggiormente adatti per la guida su strade asfaltate con un po' di fuoristrada leggero. Le ruote sono a raggi con cerchi in alluminio.